# D'acier (roman)
Pour les articles homonymes, voir D'acier.
D'acier (Acciaio) est le premier roman de l'écrivaine italienne Silvia Avallone, paru en Italie en 2010 chez Rizzoli. Il est édité en France en 2011 par Liana Levi.

## Résumé
Anna et Francesca, presque quatorze ans, vivent à Piombino, ville sinistrée de Toscane, entre des barres d’immeubles insalubres et une aciérie, véritable monstre qui dévore tous les hommes. Le père d’Anna, voyou à la petite semaine, disparaît et réapparaît sporadiquement. Celui de Francesca épie sa fille aux jumelles quand elle joue sur la plage, obsédé par son corps de jeune femme qu'il frappe à l'occasion. Le grand-frère d’Anna, Alessio, est amoureux d'Elena, employée au service du personnel. Beau garçon, il est déjà usé par le travail dans les hauts fourneaux et se drogue pendant les pauses. Leur mère, Sandra, militante d’extrême gauche, assume les responsabilités du foyer. Rosa, la mère de Francesca, n'a toujours pas quitté Enrico malgré sa violence et sa folie.
Dans ce monde désespéré et résigné, Anna et Francesca jouent les starlettes et rêvent d'un avenir meilleur en contemplant l'île d'Elbe, si proche et si inaccessible.

## Adaptation
D'acier est l'adaptation au cinéma du roman en 2012 par Stefano Mordini.